# Trialeurodes bellissima
Trialeurodes bellissima is een halfvleugelig insect uit de familie witte vliegen (Aleyrodidae), onderfamilie Aleyrodinae.
De wetenschappelijke naam van deze soort is voor het eerst geldig gepubliceerd door Sampson & Drews in 1940.